# Anna Maria Tarantola
Anna Maria Tarantola (Casalpusterlengo, 3 febbraio 1945) è una banchiera e dirigente pubblica italiana, già dirigente della Banca d'Italia, presidente della Rai dall'8 giugno 2012 al 5 agosto 2015, giorno in cui le è succeduta la giornalista Monica Maggioni.

## Biografia

### Studi
Ha conseguito la laurea in Economia e commercio presso l'Università Cattolica del Sacro Cuore di Milano nel 1969; ha proseguito gli studi presso la London School of Economics, ottenendo un master. Durante il periodo di studi presso l'Università Cattolica del Sacro Cuore, ha soggiornato presso il collegio femminile Marianum, istituzione storica dell'ateneo milanese.

### Carriera
È stata assunta alla Banca d'Italia nel 1971, nell'Ufficio Vigilanza della sede di Milano. Nel 1996, diviene direttrice della succursale di Varese, quindi, nel 1998, torna a Milano per dirigere la Direzione Intermedia di Vigilanza - Cambi. Successivamente, lavora come dirigente a Brescia e Bologna. Nel 2006, diventa Funzionaria Generale della Banca d'Italia, carica che ricopre fino al 2009, quando diventa vicedirettrice generale.
Ha insegnato Controlli pubblici nel settore creditizio, corso universitario tenuto presso l'Università Cattolica del Sacro Cuore. Nel mese di giugno 2014, è indagata dalla Guardia di Finanza per usura, insieme ai vertici di Mps, UniCredit, BNL e BpBari, in qualità di ex capo della Vigilanza di Bankitalia. Anche il ministro dell'Economia del Governo Letta, Fabrizio Saccomanni, ex direttore generale della Banca d'Italia, è indagato.

### Presidente della Rai
L'8 giugno 2012, è  designata dal governo Monti alla presidenza della Rai. La sua nomina è  prima ratificata dalla maggioranza del consiglio di amministrazione della Rai il 10 luglio, per poi essere approvata definitivamente, il giorno 12, dalla Commissione Vigilanza Rai, dopo un vivace dibattito per la modifica dei poteri all'interno dell'azienda voluti da Monti non previsti nella cosiddetta legge Gasparri del 2004. Rimane in carica fino al 5 agosto 2015 ,quando le succede Monica Maggioni.

### Santa Sede
Anna Maria Tarantola è impegnata con la Fondazione Pontificia Centesimus Annus Pro Pontifice (CAPP), con sede presso la Segreteria di Stato della Santa Sede; è presidente di questa fondazione dal 2019.

## Vita privata
Anna Maria Tarantola è coniugata con il commercialista milanese Carlo Ronchi. La coppia ha due figlie: Paola Emilia e Cristina. A proposito di ciò, nel suo percorso professionale, la Tarantola ha spesso fatto dichiarazioni in difesa delle donne, sostenendo che sia impensabile che le donne debbano scegliere tra vita professionale e familiare, e ha spesso denunciato i pregiudizi che esistono ancora oggi nel mercato del lavoro.